# Ribeirão São Francisco (Tibaji)
Der Ribeirão São Francisco ist ein etwa 19 km langer rechter Nebenfluss des Rio Tibaji im Südosten des brasilianischen Bundesstaats Paraná.

## Geografie

### Lage
Das Einzugsgebiet des Ribeirão São Francisco befindet sich auf dem Segundo Planalto Paranaense (Zweite oder Ponta-Grossa-Hochebene von Paraná).

### Verlauf
Sein Quellgebiet liegt im Munizip Carambeí auf 1.166 m Meereshöhe etwa 15 km nördlich des Hauptorts ungefähr 5 km südlich der PR-340. Etwa 2 k  km östlich seiner Quelle beginnt das Umweltschutzgebiet (APA = Área de Proteção Ambiental) der Escarpa Devoniana.
Der Fluss verläuft S-förmig in überwiegend westlicher Richtung. Er mündet auf 772 m Höhe von rechts in den Rio Tibaji. Er ist etwa 19 km lang.

### Munizipien im Einzugsgebiet
Der Ribeirão São Francisco verläuft vollständig innerhalb des Munizips Carambeí.